# Алкаєво
Алка́єво (рос. Алкаево, ерз. Алкай) — присілок у складі Темниковського району Мордовії, Росія. Входить до складу Бабеєвського сільського поселення.
Населення — 32 особи (2010; 60 у 2002).
Національний склад (станом на 2002 рік):
- росіяни — 100 %